# Cal Orcko
Le parc du crétacé (parque Cretácico) de  Cal Orcko est un parc thématique situé près de la ville de Sucre, la capitale de la Bolivie dans la Province d'Oropeza du Département de Chuquisaca. Le parc Il fournit un cadre didactique avec des reproductions des dinosaures de l'époque du Crétacé . Le site offre un point de vue sur une falaise qui renferme les traces des dinosaures, il est l’une des principales attractions touristiques de la ville de Sucre, avec un total de 150 000 visiteurs par an.  

## Le site

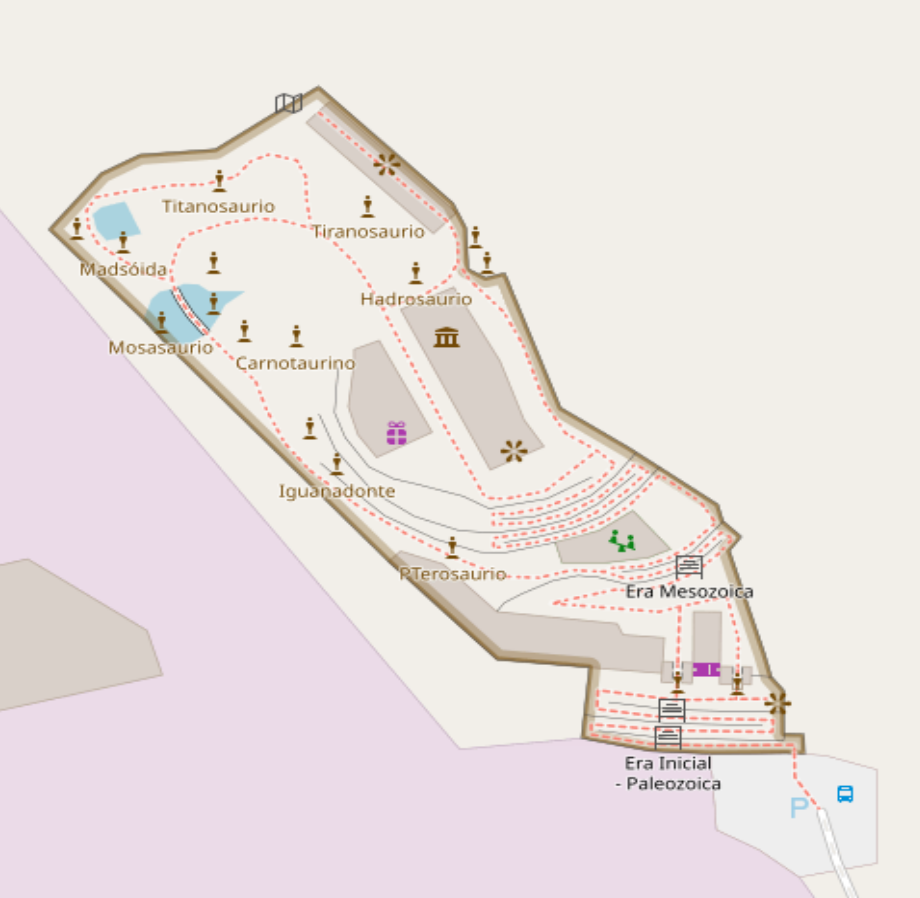
Carte du Parc Cretácico

La partie la plus haute du site, offre un point de vue sur une falaise qui contient 2 000 pistes de dinosaures.

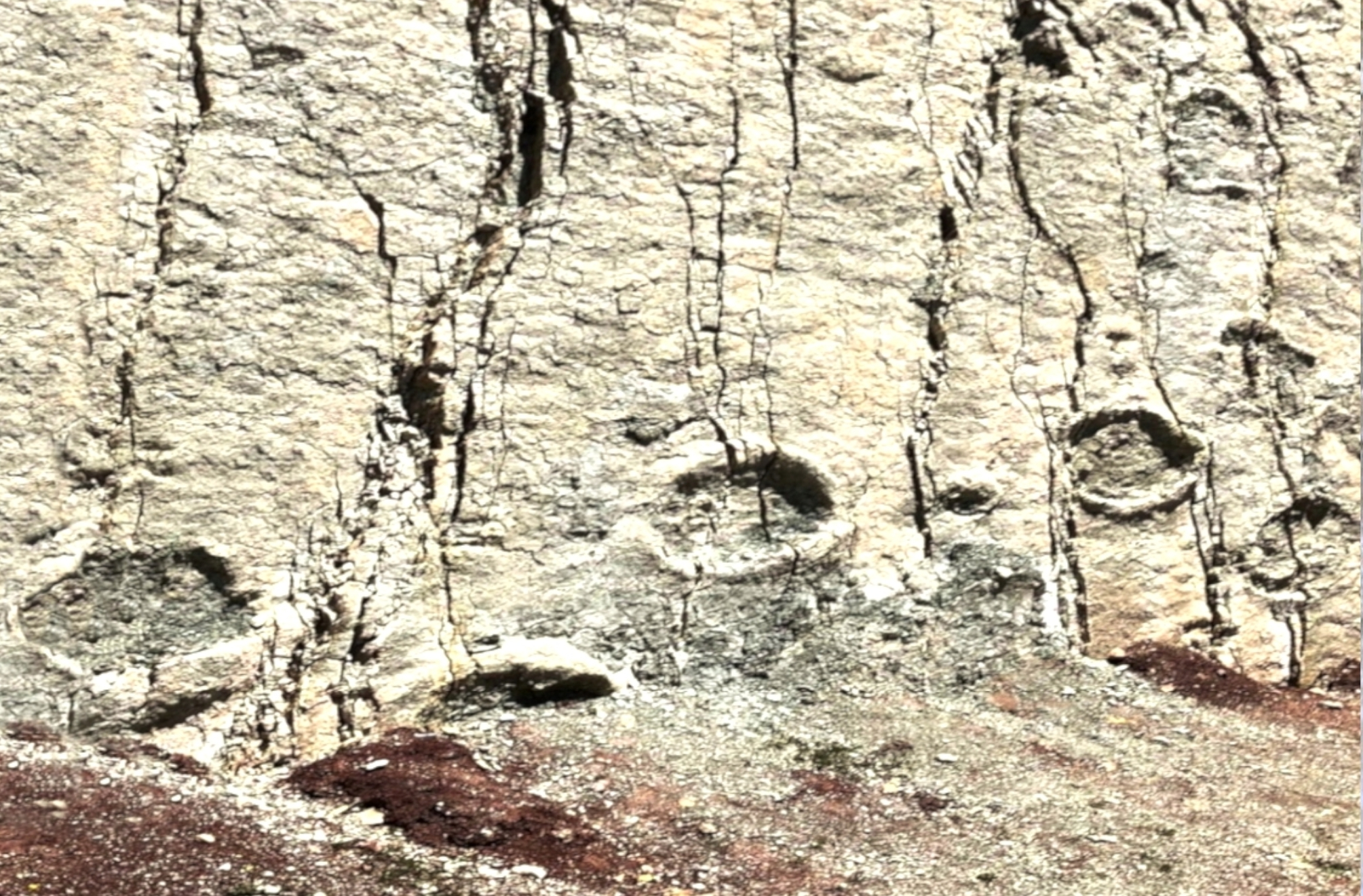
Gros plan des empreintes de dinosaures dans la falaise

Le site  paléontologique de Cal Orcko résulte du mouvement des plaques tectoniques de la Terre, qui il y a environ 200 millions d'années, a fait émerger la falaise en déplaçant le lit des rivières adjacentes. L'immense site se dresse à 80 m de haut et comporte un dénivellement de 73 degrés, sur une longueur de 1 200 m. Les empreintes des pas de huit espèces de dinosaures du Crétacé supérieur ont été identifiées, notamment celles des  hadrosauridés, des pachycéphalosauridés et des cératopsidés.

## Attractions

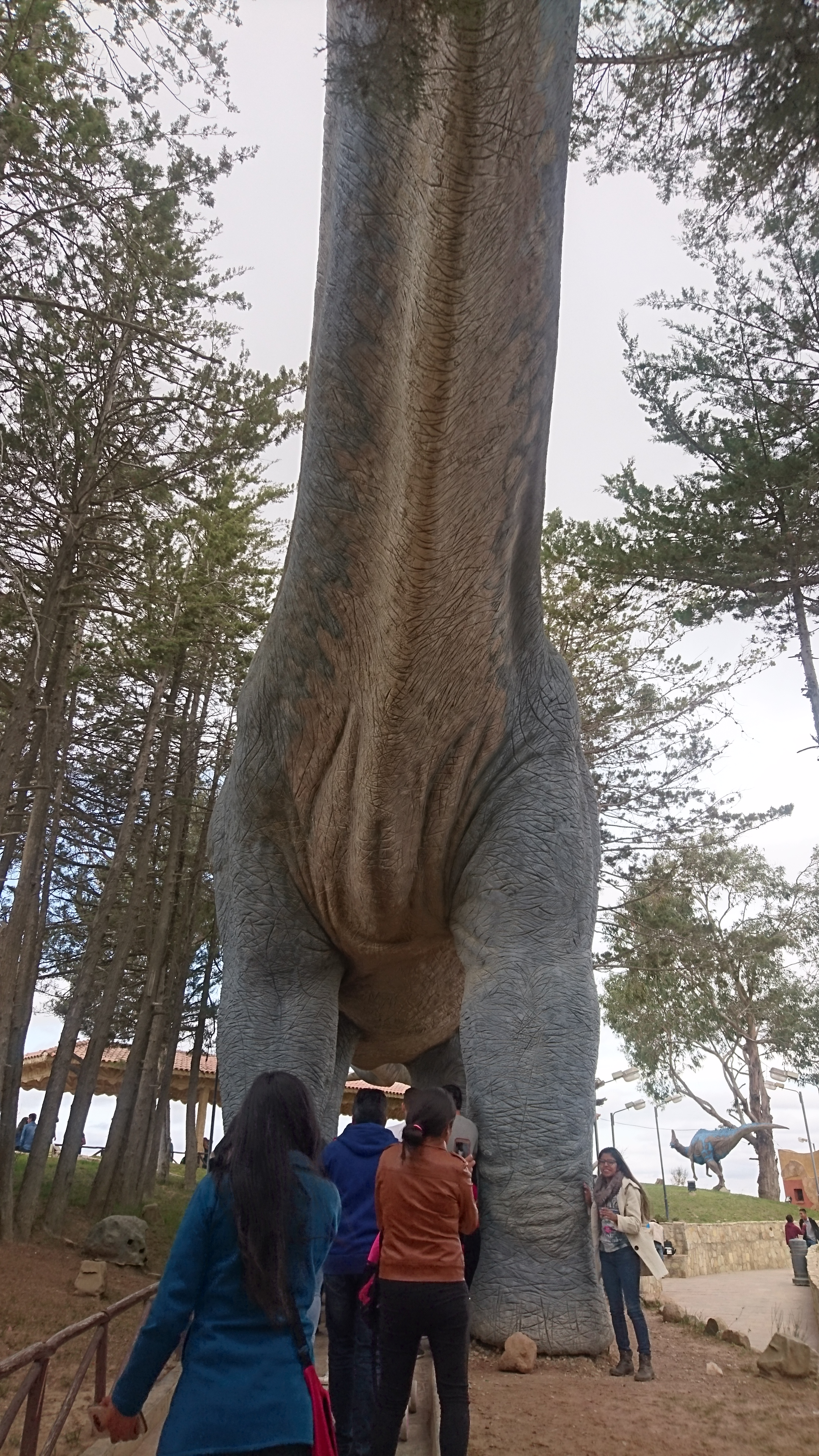
titanosauria du Parc Cretacé Cal orcko23

La visite du parc s'effectue en gravissant un escalier, qui mènent au sommet d'une colline. Les murs de l'escalier retracent une ligne de temps qui se termine à l'époque du crétacé supérieur. Arrivé au sommet de la colline le point de vue sur la falaise met à l'évidence 12 000 traces de 294 espèces de dinosaures qui vivaient là. Dans les fossés, entre les arbres et dans les positions d'action, les maquettes naturelles des dinosaures sont situées sur la colline, parmi lesquelles les promeneurs voyagent à travers le temps accompagnés de guides spécialisés. Les maquettes des sauriens représentés sont celles du  ptérosaure , de l' iguanodon, du mosasaurus, du carnotaurinae , du tyrannosaure , et du hadrosauridé, le sentier du parc passe sous les jambes d'un titanosauria.